# Clé 1: Miroh
Clé 1: Miroh (estilizado como Clé 1: MIROH) é o quarto EP do grupo sul-coreano Stray Kids. O EP será lançado digitalmente e fisicamente em 25 de março de 2019, pela JYP Entertainment e distribuído pela Iriver Inc. O lançamento do álbum será lançado em conjunto com o primeiro aniversário de estreia do grupo.

## Promoções
Para promover o lançamento do quarto EP do Stray Kids, a JYP Entertainment anunciou em 7 de março que o grupo estaria viajando pela Coreia do Sul para se encontrar com os fãs, em um evento intitulado "HI-STAY TOUR IN KOREA". O grupo visitaria Busan, Daejeon e Incheon antes do lançamento do álbum, seguido por um evento especial em Seul no dia 4 de abril.

## Lista de músicas
| Clé 1: Miroh — EP digital |                                                  |                   |                                                  |                                           |         |  |
| N.º                       | Título                                           | Letras            | Música                                           | Arranjo                                   | Duração |  |
| 1.                        | "Entrance"                                       |                   | Bang Chan KAIROS samUIL                          | Bang Chan KAIROS samUIL K.O               |         |  |
| 2.                        | "MIROH"                                          | 3racha [ nota 1 ] | 3racha Brian Atwood                              | Brian Atwood Bang Chan                    |         |  |
| 3.                        | "Victory Song" (승전가;Seungjeongga)             | 3racha            | 3racha earattack Larmook                         | earattack Larmook                         |         |  |
| 4.                        | "Maze of Memories" (잠깐의 고요;Jamkkan-ui goyo) | 3racha            | 3racha J:Key (제이키)                            | Bang Chan J:Key (제이키)                  |         |  |
| 5.                        | "Boxer"                                          | 3racha            | 3racha Glory Face (Full8loom) Jake K (Full8loom) | Glory Face (Full8loom) Jake K (Full8loom) |         |  |
| 6.                        | "Chronosaurus"                                   | 3racha            | Bang Chan KAIROS samUIL                          | Bang Chan                                 |         |  |
| 7.                        | "19"                                             | Han               | Bang Chan Han                                    | Bang Chan                                 |         |  |

| Clé 1: Miroh — Faixa bônus do EP físico |              |                                                   |                                                   |           |         |  |
| N.º                                     | Título       | Letras                                            | Música                                            | Arranjo   | Duração |  |
| 8.                                      | "Mixtape #4" | 3racha Woojin Lee Know Hyunjin Felix Seungmin I.N | 3racha Woojin Lee Know Hyunjin Felix Seungmin I.N | Bang Chan |         |  |